# رودولف کارپاتی
رودولف کارپاتی (به مجاری: Rudolf Kárpáti) ورزشکار مرد رشتهٔ شمشیربازی اهل کشور مجارستان است. وی در بین سال‌های ‎۱۹۴۸ تا ۱۹۶۰ میلادی در مسابقات بازی‌های المپیک تابستانی در مجموع ۶ مدال طلا را کسب کرد.